# Boeing 314 Clipper
Boeing 314 Clipper – łódź latająca budowana przez firmę Boeing Company w latach 1938–1941 na zamówienie firmy lotniczej Pan American. W tamtym okresie był jednym z największych samolotów. Z dwunastu zbudowanych egzemplarzy trzy zostały w ramach Lend-Lease Act przekazane BOAC, które używały ich do przelotów nad Atlantykiem i Pacyfikiem.
Była pierwszym transatlantyckim samolotem pasażerskim i przez 30 lat największym samolotem cywilnym.

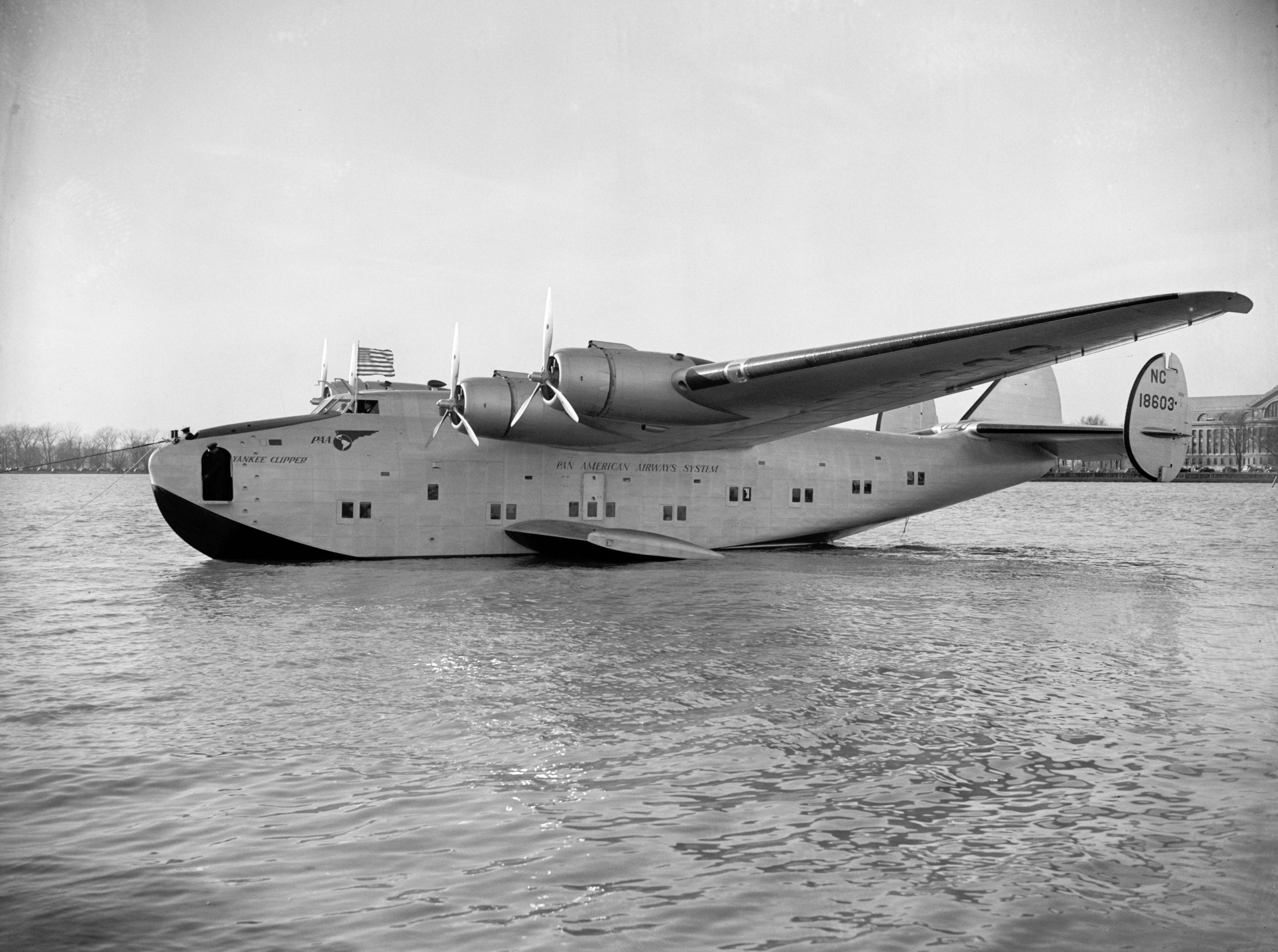
Boeing 314 Yankee Clipper, 1939

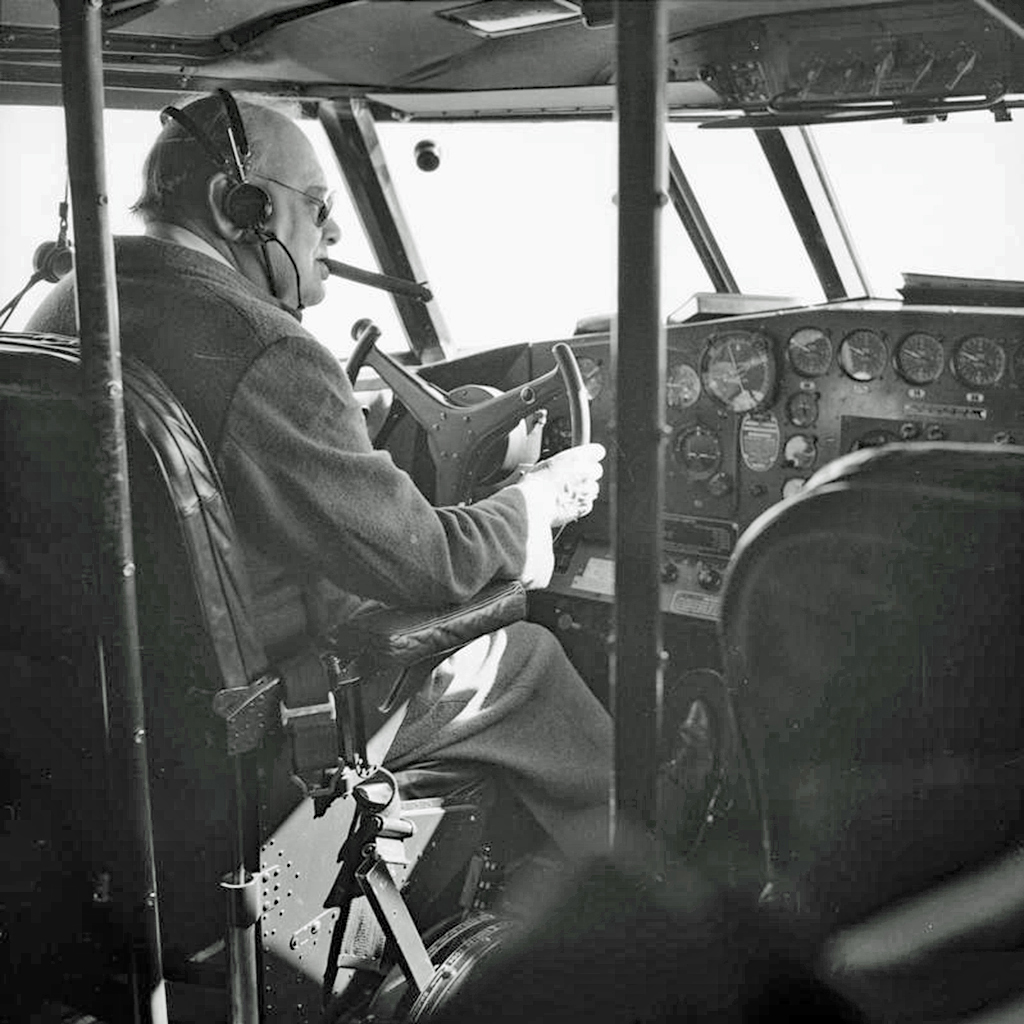
Winston Churchill na miejscu pilota w BOAC Boeing 314 Berwick G-AGCA, 16 stycznia 1942

## Historia
W lipcu 1936 Pan American podpisał z Boeingiem kontrakt na wykonanie sześciu samolotów z opcją na sześć następnych. W sumie zbudowano 12 egzemplarzy – sześć Boeinga 314 oraz sześć modelu B-314A. 7 czerwca 1938 pierwszy z nich wzbił się w powietrze. Z początku w lotach transatlantyckich przewoziły jedynie pocztę. Z czasem, gdy okazało się, że samoloty są bezpieczne, uruchomiono również loty pasażerskie. Pan American z Boeingiem 314 28 czerwca 1939 otworzył pierwszą linię przelotów przez Atlantyk. Lot między Southampton i Nowym Jorkiem trwał ok. 24 godzin. Posiłki były przygotowywane przez kucharzy czterogwiazdkowych hoteli. Kobiety i mężczyźni posiadali oddzielne przebieralnie. Loty transatlantyckie z Anglii po trzech miesiącach z powodu wybuchu wojny wstrzymano.
Po wybuchu II wojny światowej dziewięć maszyn przekazano siłom zbrojnym USA. Jedna z nich, Dixie Clipper, w styczniu 1943 wiozła prezydenta Roosevelta na konferencję w Casablance. 22 lutego 1943 Yankee Clipper rozbił się w Lizbonie. Wypadek pociągnął za sobą dwadzieścia cztery ofiary śmiertelne i był jedynym w historii tego modelu samolotu.
Trzy maszyny, których linie Pan American nie przekazały lotnictwu wojskowemu, trafiły do rąk Brytyjczyków i również były wykorzystywane do przewożenia przez Atlantyk ważnych osobistości. Dwiema z nich – Berwickiem i Bristolem latał Winston Churchill.
Zaletą łodzi latających było wówczas to, że nie potrzebowały bardzo kosztownych, długich, betonowych pasów startowych. Jednak podczas wojny w wielu częściach świata zbudowano właśnie takie pasy, dostosowane do wymagań ciężkich bombowców, tym samym ta cecha hydroplanów przestała mieć znaczenie.
Po wojnie eksploatacja B-314 okazała się nieopłacalna i samoloty jeden po drugim były kierowane do kasacji. Nie ocalał ani jeden egzemplarz. Ostatni wycofano ze służby w 1951 kończąc ważną erę w rozwoju lotnictwa i komunikacji lotniczej. Ken Follett wykorzystał samolot w swojej powieści Noc nad oceanem.

## Boeing 314 Clipper w eksploatacji
Samoloty Pan American Airways - Model B-314
- NC-18601 - Honolulu Clipper
- NC-18602 - Clipper Kalifornia (przemianowany na Clipper Pacyfik w 1941 r.)
- NC-18603 - Yankee Clipper (rozbił się w Lizbonie w 1943 r.)
- NC-18604 - Atlantic Clipper
- NC-18605 - Dixie Clipper
- NC-18606 - American Clipper

Samoloty Pan American Airways - Model B-314A
- NC-18609 - Clipper Pacyfik (przemianowany na Clipper Kalifornia w 1941 r.)
- NC-18611 - Clipper Anzac
- NC-18612 - Clipper Cape Town

Samoloty British Overseas Airways Corporation BOAC) Model B-314A
- NC-18607/G-AGBZ - Bristol
- NC-18608/G-AGCA - Berwick
- NC-18610/G-AGCB - Bangor